# Énergie éolienne en Chine

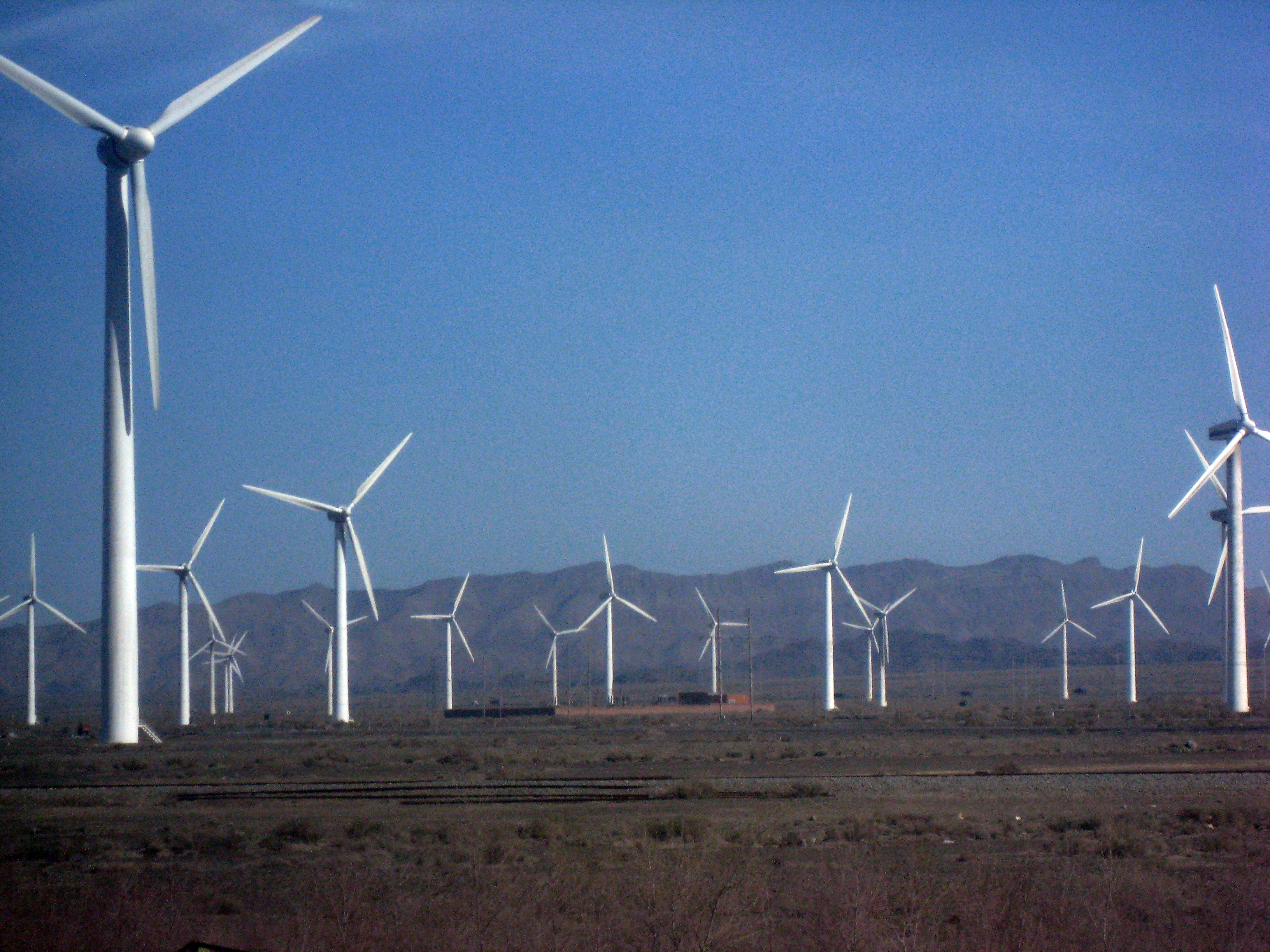
Parc éolien au Xinjiang vu de la ligne ferroviaire Lan-Xin en mai 2008.

L'énergie éolienne en Chine prend une place de plus en plus significative dans le bouquet énergétique chinois : l'éolien fournissait 9,4 % de la production électrique chinoise en 2023, avec des taux de croissance élevés.
Selon l'Energy Institute, la Chine est en 2024 au 1er rang mondial pour la production d'électricité éolienne avec 39,7 % de la production mondiale, devant les États-Unis (18,2 %). Cette production a été multipliée par 22 entre 2010 et 2024.
La Chine est depuis 2010 au 1er rang mondial pour sa puissance installée éolienne, qui atteint 45,8 % du parc mondial fin 2024, dont 92 % à terre et 8 % en mer. En 2024, elle se place pour la septième année de suite au 1er rang sur les deux marchés : sa part de marché atteint 69,5 % sur le marché des éoliennes terrestres et 50,5 % sur celui des éoliennes en mer. Le gouvernement chinois vise 1 000 GW (17 % des besoins en électricité) en 2050.
La Chine est au 1er rang mondial de l'éolien en mer fin 2024 avec 50,3 % du parc mondial, devant le Royaume-Uni et l'Allemagne.
En tant que fabricant de systèmes éoliens, la Chine est devenue dès 2010 le numéro un mondial, dépassant le Danemark et l'Allemagne. En 2015, cinq des dix principaux fabricants mondiaux étaient chinois, dont le numéro un mondial Goldwind. En 2023, les fabricants chinois ont doublé leurs exportations, qui atteignent 5 GW.

## Potentiel éolien

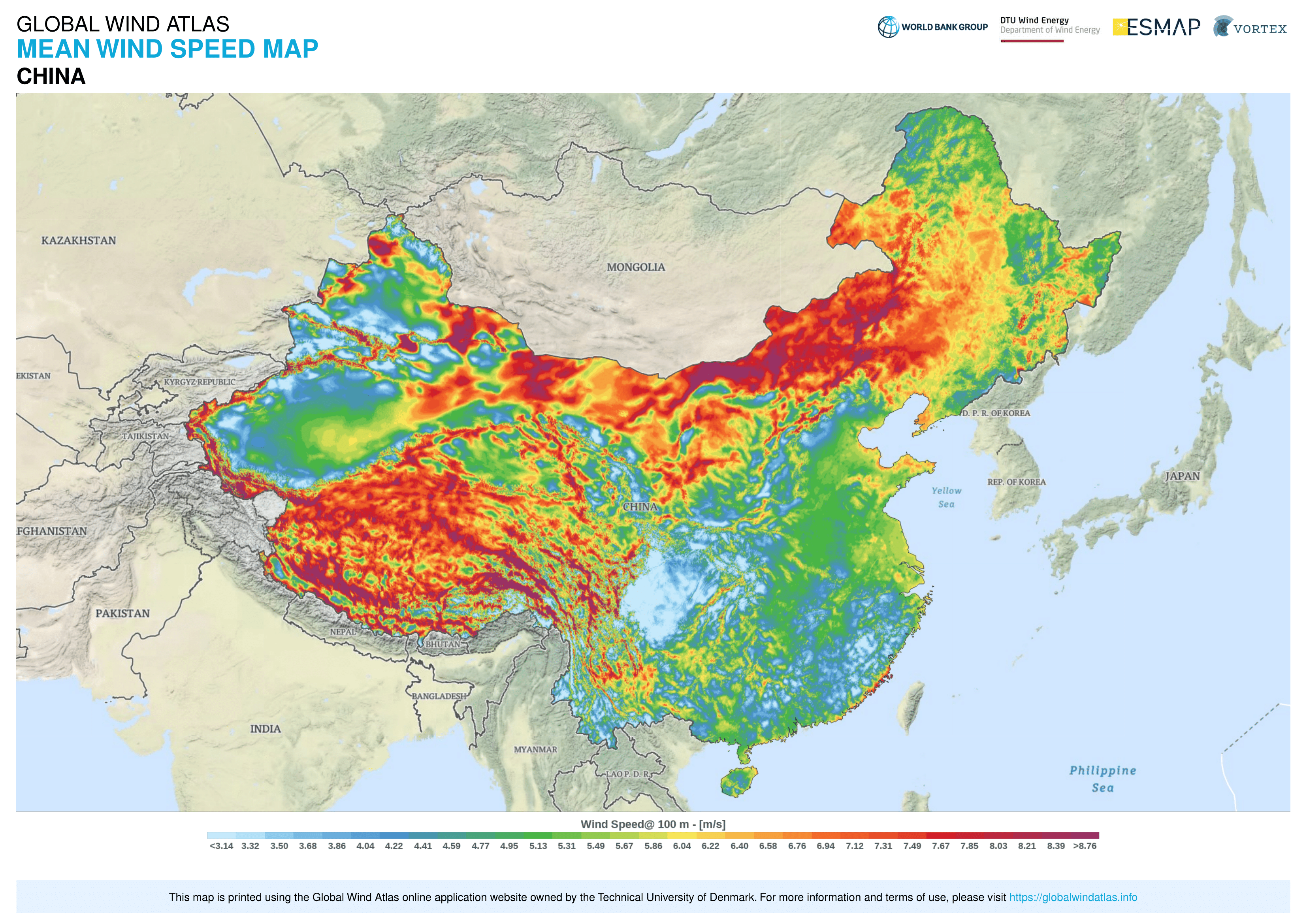
Vitesse moyenne du vent en Chine dans l'Atlas mondial des ressources éolienne.

Le potentiel éolien théorique du pays est estimé à 3 000 GW, mais le Chinese Meteorology Research Institute estime le potentiel exploitable à 250 GW à terre et 750 GW en mer. La loi chinoise sur l'énergie renouvelable de février 2005 a encouragé financièrement le développement de l'éolien. Les régions les plus équipées fin 2008 étaient la région autonome de Mongolie-Intérieure (31 % de la capacité nationale), suivie par les provinces de Liaoning, Hebei et Jilin. Le premier parc en mer, installé fin 2007 sur la plate-forme pétrolière Bohai Suizhong 36-1 de CNOOC, a produit 3,3 GWh la 1re année.

## Production
Le graphique qui aurait dû être présenté ici ne peut pas être affiché car il utilise l'ancienne extension Graph, désactivée pour des questions de sécurité. Des indications pour créer un nouveau graphique avec la nouvelle extension Chart sont disponibles ici.

Production d'électricité éolienne des trois pays en tête
Sources : Agence internationale de l'énergie, EIA, EurObserv'ER
L'Energy Institute estime la production éolienne chinoise à 997 TWh en 2024 (+12,5 %), soit 39,7 % du total mondial, au 1er rang mondial devant les États-Unis (18,2 %) et l'Allemagne (5,5 %), et 9,9 % de la production totale d'électricité du pays : 10 126 TWh.
La Chine était en 2022 le 1er producteur mondial d'électricité éolienne avec 762,7 TWh contre 656,1 TWh en 2021, soit une progression de 16,2 %. Sa part de la production mondiale atteignait 36,0 %, loin devant les États-Unis (439,3 TWh, soit 20,7 %). La part de l'éolien dans la production d'électricité du pays était de 7,6 %.
| Année | Production (GWh) | Accroissement | Part prod.élec. |
| 2000  | 615              |               | 0,04 %          |
| 2001  | 749              | +21,8 %       | 0,05 %          |
| 2002  | 873              | +16,6 %       | 0,05 %          |
| 2003  | 1 039            | +18,2 %       | 0,05 %          |
| 2004  | 1 332            | +29,1 %       | 0,06 %          |
| 2005  | 2 028            | +52,3 %       | 0,08 %          |
| 2006  | 3 869            | +90,8 %       | 0,13 %          |
| 2007  | 5 711            | +47,6 %       | 0,2 %           |
| 2008  | 14 801           | +159 %        | 0,4 %           |
| 2009  | 26 901           | +81,8 %       | 0,7 %           |
| 2010  | 44 623           | +65,9 %       | 1,1 %           |
| 2011  | 70 332           | +57,6 %       | 1,5 %           |
| 2012  | 95 979           | +36,5 %       | 1,9 %           |
| 2013  | 141 198          | +47,1 %       | 2,6 %           |
| 2014  | 159 980          | +13,3 %       | 2,7 %           |
| 2015  | 185 767          | +16,1 %       | 3,2 %           |
| 2016  | 237 071          | +27,6 %       | 3,8 %           |
| 2017  | 297 231          | +25,4 %       | 4,4 %           |
| 2018  | 365 971          | +23,1 %       | 5,1 %           |
| 2019  | 406 032          | +10,7 %       | 5,4 %           |
| 2020  | 466 475          | +14,9 %       | 6,0 %           |
| 2021  | 656 102          | +40,7 %       | 7,6 %           |
| 2022  | 762 672          | +16,2 %       | 8,5 %           |
| 2023  | 885 900          | +16,2 %       | 9,4 %           |
| 2024  | 997 000          | +12,5 %       | 9,9 %           |

L'éolien est devenu en 2012 la 3e source d'énergie électrique en puissance installée (mais pas en production).

## Puissance installée

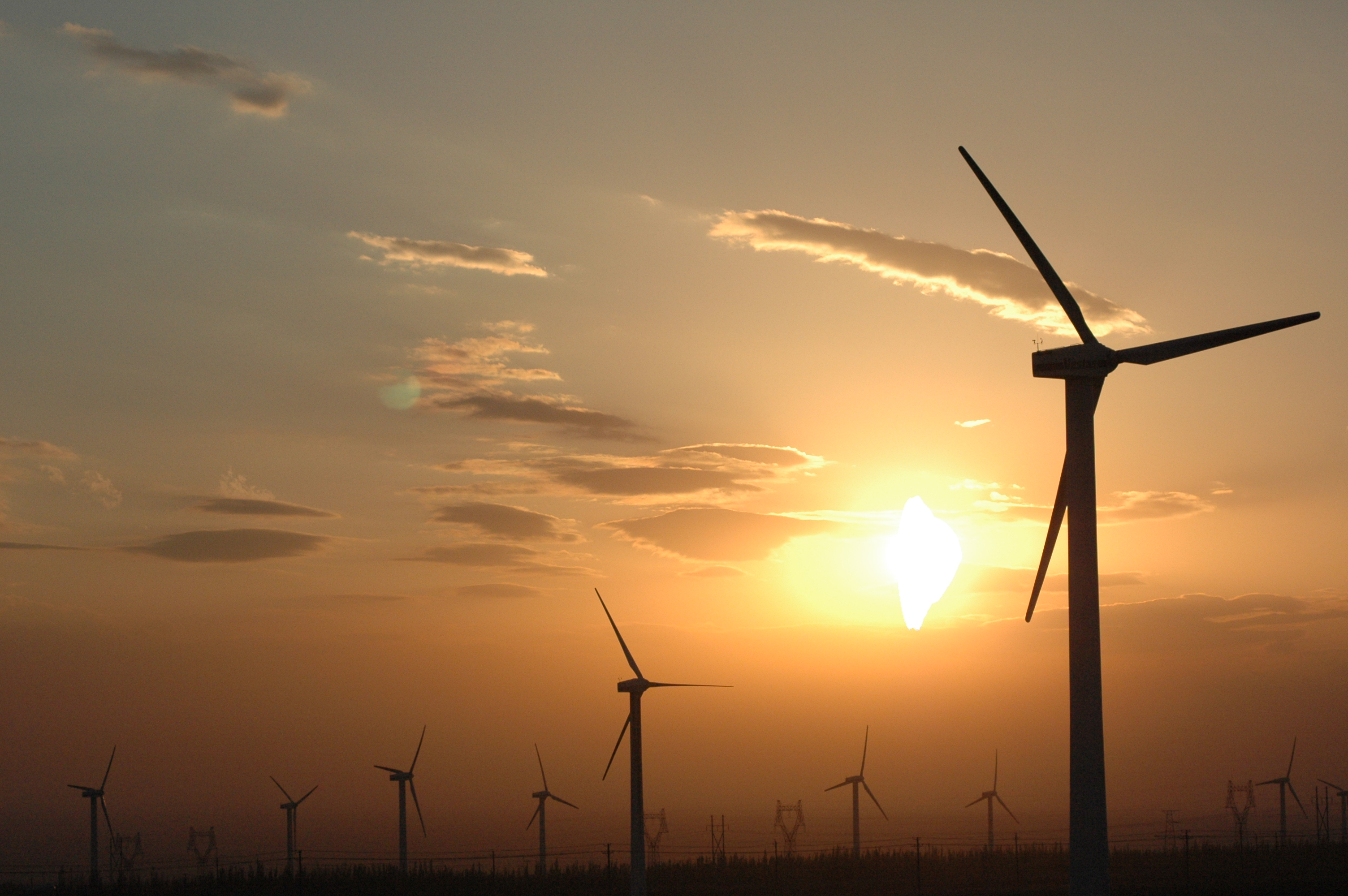
Parc éolien au Xinjiang

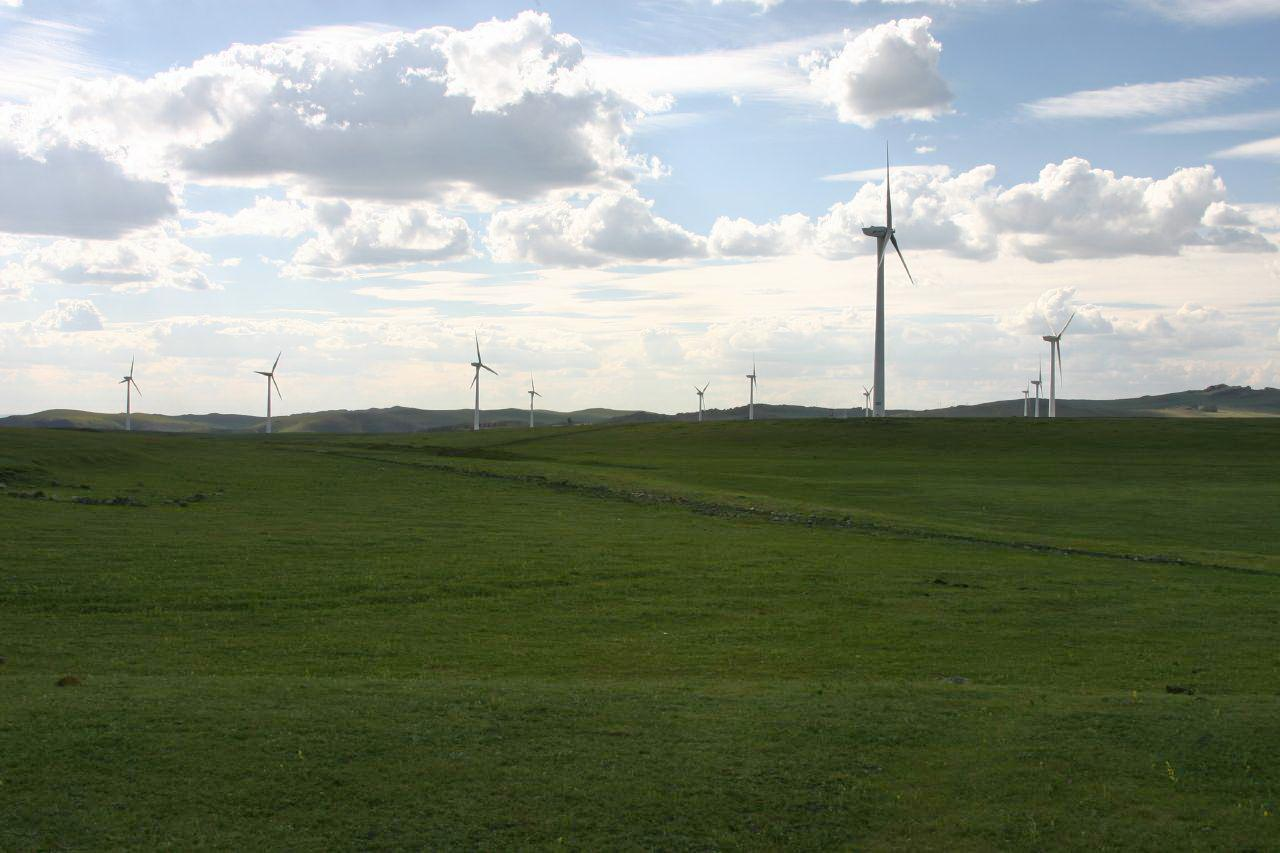
Parc éolien de Huitengxile, Mongolie-Intérieure.

L'Administration nationale de l'Énergie (NEA) annonce que la Chine a installé en 2024 80 GW de nouveaux parcs éoliens. Sa puissance installée totale atteint 521 GW en éolien, soit plus de 15 % de plus que l'objectif 2030 qu'avait fixé le président Xi Jinping en 2020.
Selon Global Wind Energy Council (GWEC), la Chine a installé 75 786 MW d'éoliennes terrestres et 4 038 MW d'éoliennes en mer en 2024, atteignant une part de marché de 68 % (69,5 % sur le marché terrestre et 50,5 % dans l'éolien en mer). Sa puissance installée s'élève à 520 600 MW, soit 45,8 % du parc mondial, dont 478 787 MW à terre (45,5 %) et 41 813 MW en mer (50,3 %). Les nouvelles installations ont dépassé le record de 2023. Plus de 150 GW de nouvelles turbines ont été commandées en 2024.
En 2023, la Chine a installé 69 327 MW d'éoliennes terrestres et 6 333 MW d'éoliennes en mer, atteignant des parts de marché de 65,5 % sur le marché terrestre et 58,4 % dans l'éolien en mer. Sa puissance installée s'élève à 441 100 MW, soit 43,2 % du parc mondial, dont 403 325 MW à terre (42,7 %) et 37 775 MW en mer (50,3 %). Les nouvelles installations ont progressé de 102 % par rapport à 2022, dépassant le record de 2020 causé par l'extinction du tarif d'achat garanti. La filière éolienne prévoit 10 GW de nouvelles installations en mer en 2024. Des directives ont été publiées en juin 2023 pour le renouvellement des turbines de plus de 15 ans ou moins de 1,5 MW ainsi que pour leur recyclage ; d'ici 2030, près de 30 Mt d'équipements éoliens et solaires devront être recyclés.
En 2022, la Chine a installé 32 579 MW d'éoliennes terrestres et 5 052 MW d'éoliennes en mer, conservant son 1er rang sur les deux marchés. Sa part de marché atteint 47,3 % sur le marché terrestre et 57,6 % dans l'éolien en mer. Sa puissance installée s'élève à 365 440 MW, soit 40,3 % du parc mondial, dont 333 998 MW à terre et 31 442 MW en mer. La baisse de 70 % des installations en mer s'explique par la fin du tarif d'achat garanti fin 2021, qui a suscité un rush en 2021, et le passage au régime de parité réseau ; des aides subsistent toutefois au niveau régional dans le Guangdong, le Jiangsu et le Shandong.
La Chine a installé 30 670 MW d'éoliennes terrestres en 2021 (contre 50 576 MW en 2020) et 16 900 MW d'éoliennes en mer (3 845 MW en 2020), se plaçant pour la quatrième année de suite au 1er rang sur les deux marchés. Sa part de marché atteint 42,3 % sur le marché terrestre et 80 % dans l'éolien en mer. Sa puissance installée s'élève à 338 309 MW, soit 40,4 % du parc mondial, dont 310 629 MW à terre et 27 680 MW en mer. La Chine a réalisé en deux ans ce que l'Europe a mis trois décennies à obtenir dans l'éolien en mer. Le rush de 2021 a été causé par l'annonce de la fin des subventions (tarif d'achat garanti) : à partir de 2022, les projets seront régis par le système de parité réseau. Pour l'éolien à terre, le même phénomène s'est produit un an plus tôt, d'où la chute de 39 % des mises en service en 2021.
En 2020, la part de marché de la Chine atteint 56 % (56,3 % sur le marché des éoliennes terrestres et 50,4 % sur celui des éoliennes en mer) ; les installations à terre doublent par rapport à 2019 et les installations en mer augmentent de 23 %. L'Administration nationale de l'énergie (NEA) annonce 68,6 GW d'installations à terre connectées au réseau, mais ce total inclut 26 GW déjà achevées fin 2019, mais pas encore connectées au réseau ; sans prendre en compte le critère de connexion au réseau, les installations sont de 48,9 GW. Le parc terrestre total à fin 2020 atteint 278 324 MW, soit 39,3 % du parc mondial terrestre et le parc en mer 9 996 MW, soit 28,3 % du parc mondial en mer.
La Chine est depuis 2010 au 1er rang mondial pour sa puissance installée éolienne, qui a atteint 210,05 GW fin 2019, selon EurObserv'ER, contre 184,27 GW fin 2018 ; les nouvelles installations de 2019 s'élèvent à 25,74 GW contre 21,27 GW en 2018, en progression de 21 %.
Selon GWEC, la Chine a installé 23 760 MW d'éoliennes terrestres et 2 395 MW d'éoliennes en mer en 2019 ; au total, sa part de marché atteint 43,3 % (44 % sur le marché des éoliennes terrestres et 39 % sur celui des éoliennes en mer). Le parc terrestre total à fin 2019 atteint 229 564 MW, soit 36,9 % du parc mondial terrestre et le parc en mer 6 838 MW, soit 23,5 % du parc mondial en mer.
La puissance installée éolienne a atteint 208,8 GW fin 2018 ; les nouvelles installations de 2018 se sont élevées à 20,59 GW contre 15,03 GW en 2017, 19,3 GW en 2016 et 32,97 GW en 2015. La part de la production restée inutilisée pour retard du raccordement est tombée à 7 % contre 12 % en 2017.
La puissance installée éolienne atteignait 188 232 MW fin 2017, soit 35 % du total mondial, alors que la population chinoise représente 19,3 % du total mondial. Cette puissance s'est accrue de 19 500 MW (+11,6 %) au cours de l'année 2017 ; ces nouvelles installations ont représenté 37 % du marché mondial de 2017.
La baisse du marché mondial en 2016 et en 2017 s’explique surtout par une baisse d’activité du marché chinois qui n’a installé que 19 500 MW en 2017 contre 23 370 MW en 2016 et 30 500 MW en 2015. L’objectif du gouvernement n’est plus de se lancer dans une course à l’installation, mais plutôt de contenir le marché pour que cette expansion soit mieux coordonnée avec les investissements en infrastructures réseaux. L’objectif premier est d’optimiser la production et le rendement de machines avec un rythme des connexions en fonction des capacités d’intégration des réseaux. Cette politique s’est traduite par une restriction des principaux marchés régionaux de l’éolien chinois, en particulier ceux du nord-est et du nord-ouest, où les pertes de production étaient particulièrement importantes. L’administration nationale de l’énergie (NEA) a focalisé les efforts d’investissement dans les provinces du sud, du centre et de l’est où les besoins en électricité sont plus importants et les réseaux plus développés ; le gouvernement a pour ce faire fortement réduit les incitations à la production et prévoit des réductions encore plus importantes.
Fin 2013, selon le China National Renewable Center, la puissance effectivement raccordée au réseau était de 75 480 MW alors que la puissance installée était de 91 424 MW ; la puissance non raccordée était donc tombée au-dessous de 20 %, ce qui dénotait un net assainissement après le coup de frein donné en 2012 par une nouvelle législation destinée à mieux contrôler le développement de la filière à la suite des excès constatés dans certaines régions riches en vent et désertiques qui avaient multiplié les parcs éoliens sans mettre en place les réseaux de transport nécessaires à l'évacuation de leur production ; le gouvernement chinois vise désormais 200 GW éoliens pour 2020.
Le facteur de charge moins élevé des parcs éoliens chinois (1 800 heures par an en moyenne, contre 2 300 aux États-Unis) explique que sa production reste largement inférieure à celle des États-Unis ; ceci est dû en partie à des retards dans le raccordement des nouveaux parcs : selon le Medium-Term Renewable Energy Market Report 2013 de l'Agence internationale de l'énergie, 20 % de la puissance éolienne du pays en 2012 attendait d'être connectée.
En 2011, la Chine a construit à elle seule 45 % de la puissance éolienne installée dans le monde dans l'année. La Chine était alors le deuxième producteur d'énergie éolienne au monde, mais en matière de puissance installée, elle a conquis la première place en 2011 avec 62,7 GW contre 46,9 GW aux États-Unis, et l'a gardée en 2012 avec 75,3 GW contre 60 GW ; en 2011, la Chine a raccordé 18 GW, près de trois fois plus qu'aux États-Unis et dix fois plus qu'en Allemagne ; en 2012, sa progression s'est ralentie : +13,2 GW (30 % du marché mondial), du fait de la décision du gouvernement d'améliorer le contrôle de qualité des permis de construire éoliens afin de mieux les coordonner avec les développements du réseau.

## Principaux parcs éoliens chinois

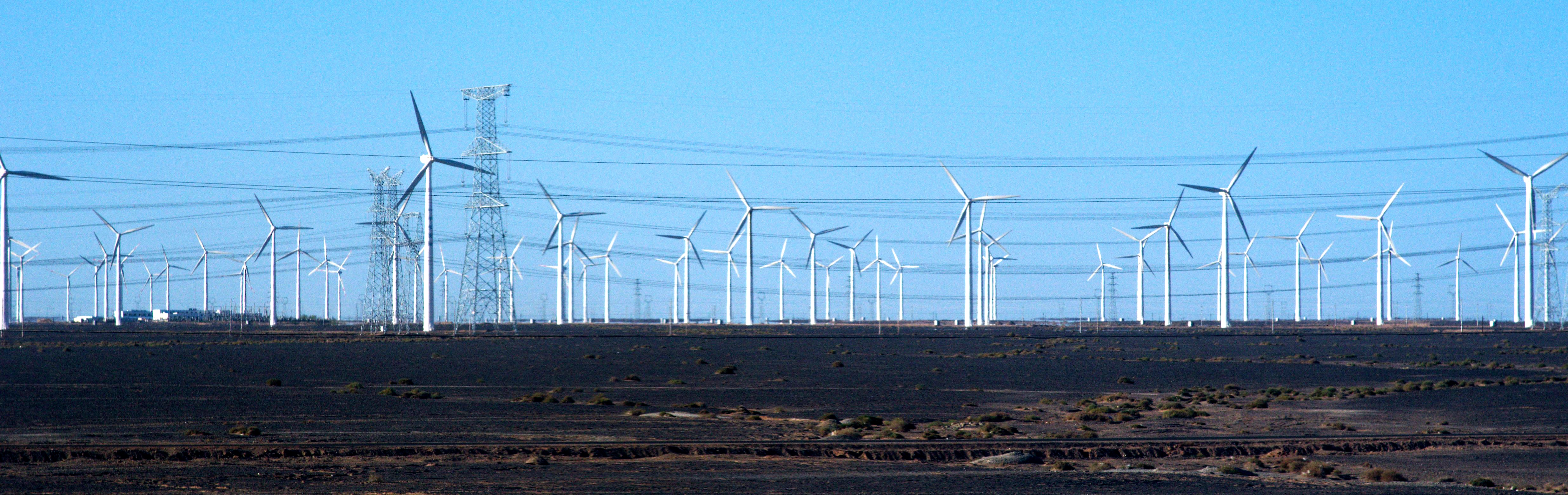
Champs de plus de 200 éoliennes dans la ferme éolienne de la province de Gansu, à Guazhou (mai 2013).

La base de données The Windpower recense 3 965 parcs éoliens chinois totalisant 375 GW en avril 2023.
| Nom du parc                                                   | Localisation        | Nb éol.* | MW*   | Date mise en service |
| Ferme éolienne de Gansu                                       | Gansu               |          | 5 160 | 2009-2020            |
| Dabancheng Wind Farm                                          | Xinjiang            | 300      | 500   | 1986-2010            |
| Huitengliang                                                  | Mongolie-Intérieure | 200      | 300   | 2008-2010            |
| * Nb éol.= nombre d'éoliennes ; MW : Capacité installée (MW). |                     |          |       |                      |

## Parcs éoliens en mer
Le graphique qui aurait dû être présenté ici ne peut pas être affiché car il utilise l'ancienne extension Graph, désactivée pour des questions de sécurité. Des indications pour créer un nouveau graphique avec la nouvelle extension Chart sont disponibles ici.

Historique des installations annuelles d'éolien en mer
Selon GWEC, la Chine a installé 4 038 MW d'éoliennes en mer en 2024, soit une part de marché de 50,5 % dans l'éolien en mer. Sa puissance installée en mer s'élève à 41 813 MW, soit 50,3 % du parc offshore mondial, devant le Royaume-Uni (15 929 MW) et l'Allemagne (9 215 MW). La Chine est en tête du marché offshore mondial pour la septième année consécutive. 2024 est la troisième année de parité réseau où l'électricité produite par l'éolien offshore reçoit la même rémunération que celle des centrales à charbon. La baisse de 36 % des nouvelles connexions en 2024 est surtout due à des difficultés de raccordement et à la complexité des formalités, ainsi qu'à des difficultés pour passer des implantations proches des côtes à des projets en haute mer.
Selon l'Energy Institute, la puissance installée  en mer s'élève en 2024 à 39 100 MW, soit 49,2 % du total mondial, devant le Royaume-Uni (14 745 MW, 18,6 %) et l'Allemagne (9 215 MW, 11,6 %) et 7,5 % de la puissance totale du parc éolien chinois.
En 2023, la Chine a installé 6 333 MW d'éoliennes en mer, portant sa part de marché à 58,4 % dans l'éolien en mer. Sa puissance installée en mer s'élève à 37 775 MW, soit 50,3 % du parc offshore mondial, devant le Royaume-Uni (14 751 MW) et l'Allemagne (8 311 MW). La Chine est en tête du marché offshore mondial pour la sixième année consécutive. Sa puissance installée dépasse de 11 % celle de l'Europe.
En 2022, la Chine a installé 5 052 MW d'éoliennes en mer, conservant son 1er rang mondial. Sa part de marché atteint 57,6 % dans l'éolien en mer. Sa puissance installée en mer s'élève à 31 442 MW, soit 48,9 % du parc offshore mondial, devant le Royaume-Uni (13 918 MW) et l'Allemagne (8 055 MW). La baisse de 70 % des installations en mer s'explique par la fin du tarif d'achat garanti fin 2021, qui a suscité un rush en 2021, et le passage au régime de parité réseau ; des aides subsistent toutefois au niveau régional dans le Guangdong, le Jiangsu et le Shandong.
Fin 2022, le projet Shanwei Jiazi Offshore Wind, le plus important parc maritime chinois non subventionné (128 machines
pour un parc de 900 MW), a été connecté au large de Shanwei, dans la province de Guangdong.
La Chine a installé 19 600 MW d'éoliennes en mer en 2021 (après 3 845 MW en 2020), renforçant son 1er rang mondial sur ce marché avec une part de marché de 80 %, et portant la puissance installée des parcs éoliens en mer chinois à 27 680 MW, soit 48,4 % du parc mondial. L'année 2021 a été la troisième année de rush dans l'éolien en mer, car les développeurs doivent connecter leurs projets au réseau avant la fin de l'année pour obtenir le tarif d'achat garanti de 0,85 yuan/kWh. Deux provinces ont approuvé plus de 26 GW de projets offshore avant 2019 : le Jiangsu et le Guangdong.
En 2020, la Chine a conservé son 1er rang mondial sur ce marché devant les Pays-Bas (1 493 MW), et a porté la puissance installée des parcs éoliens en mer chinois au 2e rang mondial de l'éolien en mer derrière le Royaume-Uni (10 206 MW) et devant l'Allemagne (7 728 MW). L'année 2020 a été la seconde année de rush dans l'éolien en mer, car les développeurs doivent connecter leurs projets au réseau avant la fin de 2021 pour obtenir le tarif d'achat garanti ; mais la quantité de mises en service a été réduite à cause de goulets d'étranglement tels que le manque de navires d'installation de turbines offshore.
En 2019, la puissance installée des parcs éoliens en mer chinois atteignait 6 936 MW, au 3e rang mondial de l'éolien en mer derrière le Royaume-Uni (9 723 MW) et l'Allemagne (7 491 MW).
Les 18 000 km de côtes de la Chine recèlent un potentiel technique éolien de plus de 1 000 GW. La province du Guangdong s'est fixé un objectif de 30 GW d'éolien en mer pour 2030, celle de Jiangsu vise 15 GW, celle de Zhejiang 6,5 GW et celle de Fujian 5 GW ; les autres provinces côtières (Liaoning, Hebei, Shandong, Shanghai, Guangxi et Hainan) ont des objectifs plus modestes d'un total de 10 GW. Le 21 mai 2019, la Commission nationale pour le développement et la réforme (NDRC) publie une nouvelle politique pour l'éolien en mer : les projets approuvés avant la fin de 2018 et entièrement raccordés au réseau avant la fin de 2021 sont éligibles au tarif garanti d'accès au réseau de 0,85 CNY/kWh ; les projets approuvés ultérieurement seront soumis à appels d'offres avec des plafonds de prix fixés à 0,80 CNY/kWh pour 2019 et 0,75 CNY/kWh pour 2020. Le 23 janvier 2020, le gouvernement central chinois annonce la fin des subventions à l'éolien en mer à partir de 2022 ; les subventions accordées par les gouvernements provinciaux sont cependant encouragés afin d'assurer une continuité de soutien à l'éolien. Plus de 40 GW de projets éoliens en mer ont été approuvés avant 2019, dont la moitié au Guangdong et le reste partagé entre Jiangsu, Zhejiang et Fujian. Le marché chinois est dominé par les compagnies énergétiques d'État, en particulier CTG (23 %), CGN (22 %), SPIC (13 %) et Huaneng (9 %). Mais les appels d'offres de 2019 ont permis à des entreprises européennes d'accéder au marché en s'associant à des entreprises chinoises : EDF avec CHN Energy et Equinor avec SPIC. Les principaux fournisseurs de turbines des projets sélectionnés par ces appels d'offres sont SE Wind (39 %), Mingyang Smart Energy (30 %), Dongfang (12 %), Goldwind (11 %) et Envision (5 %). GE Renewable Energy a lancé la construction d'une usine de turbines Haliade-X de 12 MW à Jieyang, dans le Guangdong. À la fin de 2019, plus de 10 GW sont en cours de construction.

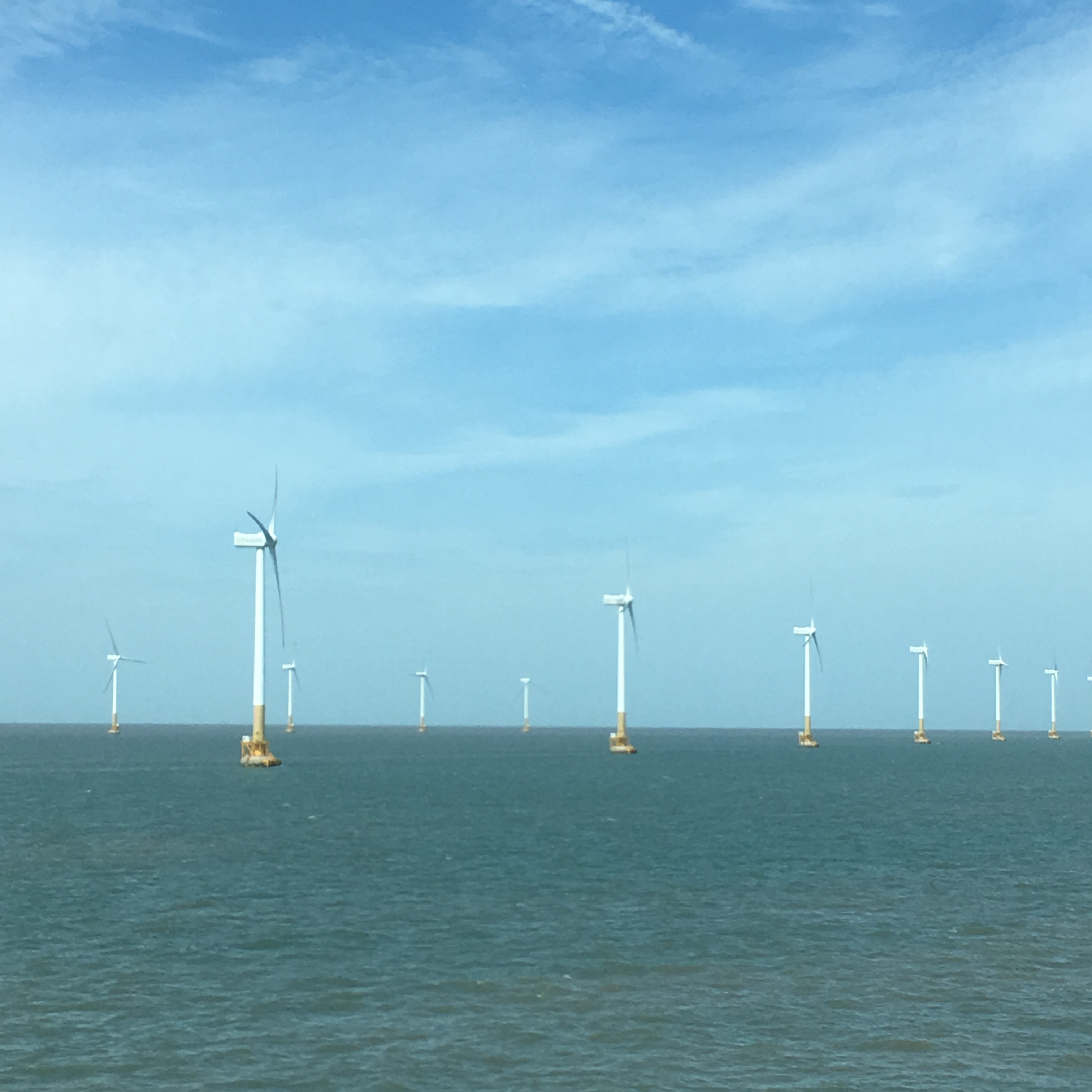
Parc éolien du pont de Donghai (102 MW), Shanghai.

En 2019, China Three Gorges Corporation (CTG) a lancé la construction de deux grands parcs offshore qui devraient être achevés en 2021 : le parc Yangjiang Shapa (1 300 MW), au large de Yangjiang dans la province du Guangdong et le parc Jiangsu Rudong (800 MW), au large du Xian de Rudong dans la province du Jiangsu. La première phase (300 MW) du projet Yangjiang Shapa a commencé à produire en novembre 2019. La Chine a 3,7 GW de projets offshore en construction au début 2020 et pourrait devenir le leader mondial du marché offshore.
La Chine a installé 1,8 GW d'éoliennes en mer en 2018, se plaçant pour la première fois au 1er rang mondial sur ce marché, et portant la puissance installée des parcs éoliens en mer chinois à 4 588 MW. La Chine est au 3e rang mondial de l'éolien en mer derrière le Royaume-Uni (7 963 MW) et l'Allemagne (6 380 MW).
L'éolien en mer a atteint 2 788 MW fin 2017, avec 1 161 MW installés en 2017 (+71 %), portant la Chine au 3e rang mondial de l'éolien en mer derrière le Royaume-Uni (6 836 MW) et l'Allemagne (5 355 MW) ; elle a dépassé le Danemark en 2016.
La Chine s'était donné pour objectif une puissance installée en mer de 5 GW en 2015 et de 30 GW en 2020, mais fin 2013, la puissance installée au large des côtes chinoises ne totalisait que 428 MW. Selon le Conseil mondial de l'énergie éolienne (GWEC), ce retard s'explique par le tarif trop bas prévalant jusqu'alors et les démarches administratives trop complexes pour que les projets émergent. La Chine a adopté en juin 2014 un nouveau tarif d'achat pour l'éolien en mer : 0,75 Yuans/kWh (environ 8,9 c€/kWh) pour les parcs en haute mer et 0,85 Yuans/kWh (environ 10,1 c€/kWh) pour les projets près des côtes (nearshore).
| Nom du parc                                                   | Localisation       | Nb éol.* | MW*  | mise en service |
| Donghai Bridge                                                | au sud de Shanghai | 34       | 102  | juillet 2010    |
| Jiangsu Rudong Wind Farm                                      | Jiangsu            | 78       | 200  | 2012-2013       |
| Datang Laizhou Wind Farm                                      | Shandong           | 33       | 49,5 | février 2014    |
| Huaneng Rudong                                                | Jiangsu            | 70       | 300  | septembre 2017  |
| SPIC Binhai North H2                                          | Jiangsu            | 100      | 400  | 2018            |
| Yangjiang Shapa Phase 1                                       | Guangdong          | 55       | 300  | novembre 2019   |
| Dongtai IV                                                    | Jiangsu            | 75       | 300  | décembre 2019   |
| Yangjiang Shapa Phase 2                                       | Guangdong          | 62       | 400  | novembre 2021   |
| Huaneng Rudong H6                                             | Jiangsu            | 100      | 400  | novembre 2021   |
| Shanwei Houhu                                                 | Guangdong          |          | 500  | décembre 2021   |
| Jiangsu Dafeng H8-2                                           | Jiangsu            | 58       | 300  | novembre 2021   |
| Shanwei Jiazi,                                                | Guangdong          | 128      | 900  | décembre 2022   |
| * Nb éol.= nombre d'éoliennes ; MW : Capacité installée (MW). |                    |          |      |                 |

En mars 2019, EDF Renouvelables signe un accord avec China Energy Investment pour co-construire et exploiter des parcs (Dongtai IV et V) au large de la province du Jiangsu pour une puissance de 500 MW.
Vers la fin de l'année 2009, la Chine a achevé son premier parc éolien au large, près de Shanghai Dongdaqiao.

## Acteurs
En tant que fabricant de systèmes éoliens, la Chine est devenue le numéro un mondial en 2013, dépassant le Danemark et l'Allemagne.
En 2015, selon une étude publiée le 22 février 2016 par Bloomberg New Energy Finance (BNEF), General Electric a été détrôné par le groupe chinois Goldwind qui a installé 7,8 GW de turbines dans le monde dans l'année, devançant Vestas (7,3 GW) et General Electric (5,9 GW). En 2014, Goldwind était 4e avec 4,5 GW installés. La Chine a représenté en 2015 la moitié du marché mondial et cinq fabricants chinois apparaissent dans le top 10.
Parmi les dix premiers fabricants mondiaux en 2015, cinq sont chinois : Goldwind (1er rang), Guodian United Power (7e), Mingyang (8e), Envision (9e) et CSIC (Chongqing) Haizhuang Windpower Equipment (10e).
Parmi les fabricants chinois, on peut citer :
- Goldwind, installée à Urumqi, dans le Xinjiang, 1er fabricant mondial de turbines d'éoliennes[47], dont la part du marché chinois était de 19 % en 2014 avec 4 434 MW[48] ;
- Guodian United Power Technology Company, filiale de China Guodian Corporation, isntallée à Pékin) : 11 % avec 2 582 MW ;
- Mingyang Wind Power, installée à Zhongshan dans le Guangdong : 9 % avec 2 058 MW ;
- Envision : 8 % avec 1 963 MW ;
- XEMC : 8 % avec 1 781 MW ;
- Shanghai Electric : 7 % avec 1 736 MW ;
- Dongfang Electric, entreprise publique de fabrication d'équipements électriques installée à Chengdu dans le Sichuan : 6 % avec 1 298 MW ;
- Windey, Sinovel, installée à Pékin, etc.

En 2023, Mingyang lance une turbine de 22 MW ; des turbines terrestres de 10 MW et des turbines offshore de 16–18 MW apparaissent dans les appels d'offres. La baisse des prix de l'électricité et la course au gigantisme font chuter les marges des fabricants, les incitant à explorer les opportunités de ventes à l'étranger : leurs exportations ont doublé en 2023, atteignant 5 GW.
En 2024, la filière éolienne commence à installer des éoliennes offshore de 18 à 20 MW (des prototypes de 22 et 26 MW sont annoncés) et des éoliennes terrestres de 10 MW, et même un prototype de 15 MW. Cinq projets pilotes d'éoliennes flottantes sont opérationnels ; le plus récent est le projet Ocean-X (16,6 MW) de Mingyang, au large de Guangdong. CRRC lance en 2024 son éolienne flottante de 20 MW, installée sur un site de tests terrestre dans le Shandong. SANY met en service en 2024 un banc de test pour des turbines de 35 MW. Lors de la conférence China Wind Power 2024, 12 constructeurs d'éoliennes signent une convention d'auto-discipline pour promouvoir un développement ordonné de l'industrie, promettant de cesser de se focaliser uniquement sur les prix lors des appels d'offres. Les constructeurs commencent à établir des usines à l'étranger : celle de Goldwind à Camaçari, au Brésil (province de Bahia) a commencé à produire ; Sinoma a construit une usine de pales à proximité. Sany se prépare à construire une usine au Kazakhstan, Envision en a une en Inde et annonce des investissements au Kazakhstan et en Arabie saoudite, Mingyang a fondé des coentreprises en Corée du sud et en Italie, Shanghai Electric annonce un projet de coentreprise en Corée du sud.

## Politique énergétique

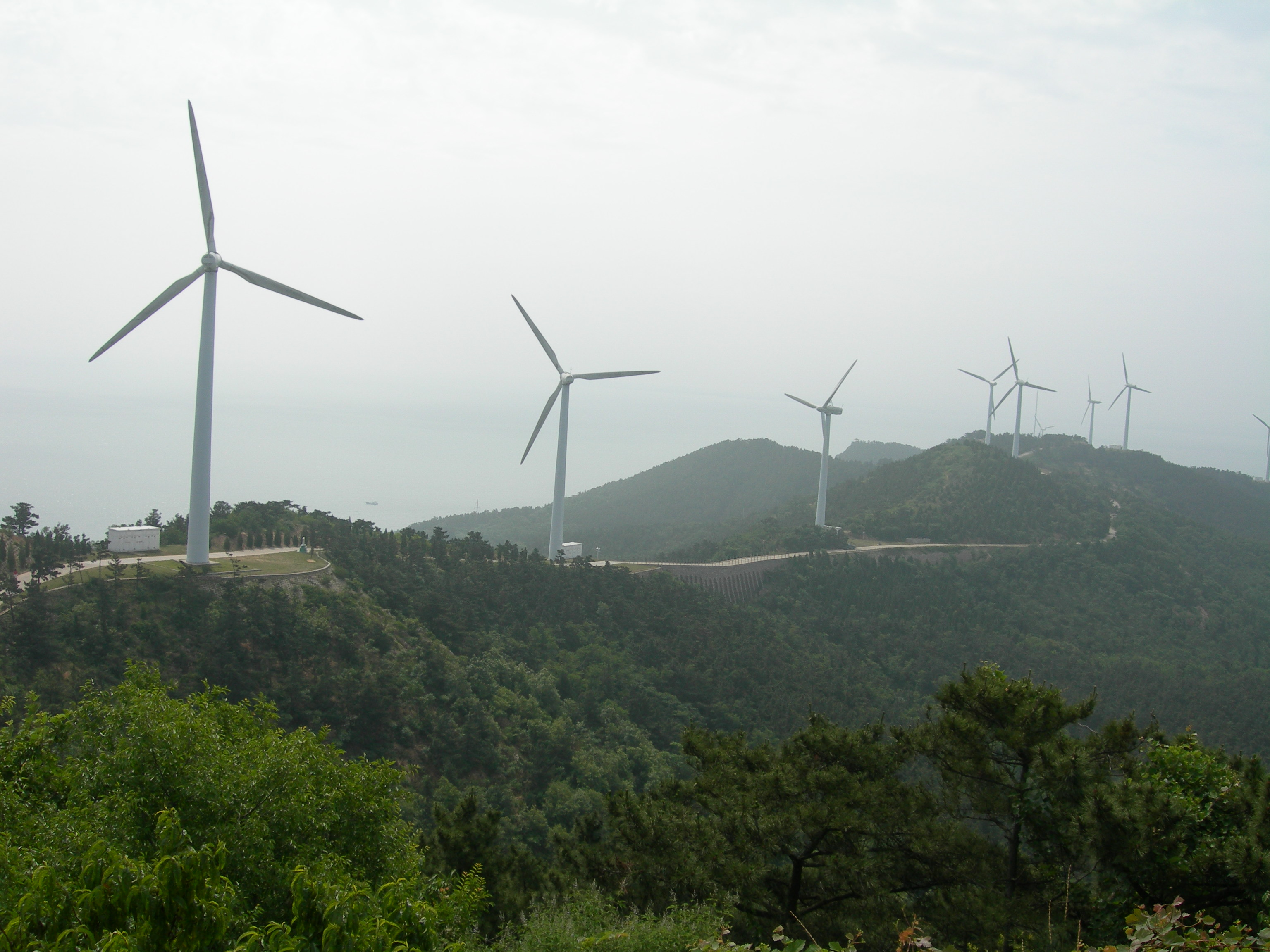
Parc éolien du Xian de Changdao dans le Shandong.

La loi sur l'énergie adoptée en novembre 2024 donne la priorité aux énergies renouvelables pour atteindre les objectifs « 30-60 » (pic des émissions de CO2 vers 2030 et neutralité carbone vers 2060) et les lignes directrices publiées en août pour accélérer la transition énergétique dans tous les secteurs préconisent un développement vigoureux des usages des énergies décarbonées. Le gouvernement a lancé un programme de promotion de projets éoliens dans les zones rurales, dont le potentiel est estimé à 2 000 GW. En 2023, la National Energy Administration (NEA) publie des directives encourageant la rénovation et modernisation des parcs éoliens qui ont plus de 15 ans de fonctionnement ou des puissances unitaires de moins de 1,5 MW. En 2024, 15 provinces ont établi des plans de rénovation et lancé des opérations pilotes. La National Development and Reform Commission (NDRC) et la NEA ont annoncé en 2024 un système de tarification axé sur le marché : jusqu'en mai 2025, le mécanisme de contrat de différence existant continue à s'appliquer ; à partir de juin 2025, les contrats d'achat d'électricité seront ajustés de façon évolutive, sur la base d'objectifs locaux d'énergies renouvelables, avec des prix fixés par enchères.
En mai 2019, le gouvernement annonce qu'à partir du 01/01/2021 les prix garantis pour l'électricité éolienne terrestre ne pourront plus excéder ceux de l'électricité produite par les centrales à charbon ; le gouvernement estime que le secteur éolien est devenu assez mature pour pouvoir se développer sans subventions. La National Development and Reform Commission (NDRC) a fixé les prix pour les projets éoliens terrestres à 0,29 yuan (0,038 €) par kWh en 2020. En mai 2019, la NDRC a publié une liste de projets éoliens approuvés sans subventions pour un total de 5,71 GW. Selon Wood Mackenzie Power and Renewables, cette nouvelle politique va inciter les développeurs à installer autant de turbines que possible en 2020, soit environ 28 GW, et en 2021 le marché devrait se contracter de 23 % ; les analystes de Wood Mackenzie doutent que les développeurs parviennent à atteindre la parité avec le charbon avant 2023 et risquent de subir de sérieuses difficultés financières.
La Chine a utilisé jusqu'à 2018 le système des obligations et tarifs d'achat pour stimuler le développement des énergies renouvelables. Le marché chinois a connu en 2018 l'introduction du système des appels d'offres, puis en 2019 une nouvelle réforme présentant une feuille de route en direction d'un système « sans subvention » : les projets approuvés jusqu'en 2018 continuent à bénéficier du tarif d'accès garanti s'ils sont connectés avant fin 2020 ; à partir du 1er janvier 2021, tous les nouveaux projets doivent atteindre la parité réseau, c'est-à-dire avoir un prix inférieur au prix réglementé de l'électricité produite à partir de charbon.
L’objectif de l’administration nationale de l’énergie (NEA) avancé dans le 13e plan quinquennal était de viser pour 2020 une puissance cumulée de 210 GW (dont 5 GW en mer) et une production de 420 TWh, soit 6 % de la production d'électricité du pays.
En octobre 2011, le gouvernement chinois a annoncé des objectifs très ambitieux : l'éolien devrait couvrir 17 % des besoins en électricité en 2050, ce qui suppose, compte tenu de l'augmentation très rapide de ces besoins, d'atteindre 1 000 GW de capacité éolienne en 2050, soit plus de cinq fois le total mondial de 2010. Des cibles intermédiaires de 200 GW en 2020 et 400 GW en 2030 ont été fixées. La Chine compte exploiter seulement l'éolien terrestre jusqu'en 2020, puis se lancer progressivement en mer, d'abord posé (jusqu'en 2030), puis flottant.